# Ignatius Chombo
Ignatius Morgen Chiminya Chombo (Rodesia del Sur, 1 de agosto de 1952) es un político zimbabuense, que se desempeñó como Ministro de Finanzas de ese país entre octubre y noviembre de 2017.
Así mismo, se desempeñó, en el Gabinete de Zimbabue, como Ministro del Interior de 2015 a 2017, Ministro de Gobierno Local, Obras Públicas y Desarrollo Urbano de 2000 a 2015.

## Carrera política
Poco se conoce de sus primeros años. En 2000 fue designado como Ministro de Gobierno Local; durante su paso por el Ministerio de Gobierno Local, Obras Públicas y Desarrollo Urbano, se llevó a cabo una operación de remoción forzosa de barrios marginales, bajo el nombre de Operación Murambatsvina, con el objetivo de "restaurar el orden público". La operación fue criticada por su extrema violencia.
Chombo fue nominado como candidato de la Unión Nacional Africana de Zimbabue - Frente Patriótico (ZANU-PF) para el escaño de la Asamblea Nacional correspondiente al distrito electoral de Zvimba North, en la Provincia de Mashonalandia Occidental. Obtuvo el escaño con 6.784 votos en el conteo inicial, derrotando a dos candidatos del Movimiento por el Cambio Democrático: Ernest Mudimu (MDC-T), que recibió 1.701 votos, y Magama Shelton (MDC-M), que recibió 944 votos. El MDC desafió este resultado, y un recuento en abril mostró a Chombo con un margen de victoria mejorado: ganó 155 votos en el recuento, Mudimu ganó 13 votos y Magama perdió 28 votos.
Cuando el Gobierno de Unidad Nacional del ZANU-PF y el Movimiento por el Cambio Democrático se posesionó el 13 de febrero de 2009, Chombo se mantuvo como Ministro de Gobierno Local. El presidente Robert Mugabe trasladó a Chombo al puesto de Ministro del Interior el 6 de julio de 2015. En octubre de 2017, fue nombrado ministro de Finanzas en una reorganización del gabinete.
Chombo, Mugabe y otros destacados políticos del ZANU-PF fueron detenidos por el ejército de Zimbabue durante el Golpe de Estado en Zimbabue de 2017. Se alegó que estaba cerca de la facción Generación 40, liderada por la ex primera dama Grace Mugabe. Después de que Mugabe dimitiera como presidente de Zimbabue, surgieron acusaciones de que Chombo había sido trasladado al hospital tras recibir tratamiento bajo custodia. El abogado de Chombo afirma que fue golpeado mientras estaba bajo custodia; la policía lo niega. Tras su detención, Chombo enfrentó cargos por presunta corrupción que se remontaban a más de una década.
El 19 de noviembre de 2017, Chombo fue expulsado de ZANU-PF por el comité central del partido. Otros políticos prominentes del G40, incluidos Grace Mugabe, Savior Kasukuwere, Patrick Zhuwao, Walter Mzembi, Jonathan Moyo, Shadreck Mashayamombe, Makhosini Hlongwane, Innocent Hamandishe, Samuel Undenge y Sarah Mahoka también fueron expulsados del partido. También se anunció el 27 de noviembre de 2017 que el nuevo presidente de Zimbabue, Emmerson Mnangagwa, que sucedió a Mugabe tras el golpe de Estado, había designado a Patrick Chinamasa como Ministro de Finanzas encargado.

## Casos judiciales
Fue puesto bajo custodia policial el 24 de noviembre de 2017, y compareció al día siguiente por acusaciones de corrupción y abuso de poder durante su mandato como Ministro de Gobierno Local, Obras Públicas y Desarrollo Urbano. Según el fiscal general del Estado, enfrentaba tres cargos, incluido uno por, presuntamente, haber estafado al Banco de la Reserva de Zimbabue en 2004. El 14 de diciembre se le imputaron nuevos cargos por corrupción. Según su abogado, Lovemore Madhuku, el caso se centraba en acusaciones de reasentamiento ilegal de personas desalojadas por el gobierno en propiedades privadas, y luego exigir sobornos al propietario para sacarlos de allí.